# Thymus oenipontanus
Thymus oenipontanus — вид рослин родини глухокропивові (Lamiaceae), поширений від зх. і сх. Альп до Хорватії.

## Опис
Заввишки 10–20 см. Стебла повзучі, закінчуються квітковими пагонами, які майже круглі, рівномірно волосаті, волосся ≈ 0.4 мм, спрямоване назад. Листя вузько-ланцетне, у 3–5 разів більше в довжину ніж ушир, зісподу із сильними бічними жилками. 

## Поширення
Поширений у пд. Франції, Італії, Австрії, Швейцарії, Словенії, Хорватії.